# Nicole Anyomi
Etonam-Nicole Anyomi (* 10. Februar 2000 in Krefeld) ist eine deutsche Fußballspielerin. Sie steht bei Eintracht Frankfurt unter Vertrag und ist seit 2021 A-Nationalspielerin.

## Karriere

### Vereine
Anyomi startete ihre Karriere in der Jugend des SuS Krefeld und wechselte über Borussia Mönchengladbach im Sommer 2014 in die B-Jugend der SGS Essen, für die sie in der B-Juniorinnen-Bundesliga zum Einsatz kam. Im Sommer 2016 rückte die Stürmerin zusätzlich in den Bundesligakader der Essenerinnen auf und stand am 11. September 2016 gegen die TSG 1899 Hoffenheim erstmals im Profikader. Am 15. Oktober 2016 feierte Anyomi nach ihrer Einwechslung für Kozue Andō ihr Debüt in der Bundesliga gegen den 1. FFC Turbine Potsdam.
Beim DFB-Pokalfinale 2019/20 gegen den VfL Wolfsburg zog sich Anyomi einen Bruch des Steißbeins zu und fehlte der SGS Essen längere Zeit.
Zur Saison 2021/22 wechselte Anyomi von der SGS Essen zu Eintracht Frankfurt. Sie unterschrieb einen Vertrag über drei Jahre bis zum 30. Juni 2024. Im März 2024 verlängerte sie ihn bis Ende Juni 2026.

### Nationalmannschaft
Anyomi wurde im September 2014 erstmals zu einem Sichtungslehrgang der U15-Nationalmannschaft eingeladen und gab am 28. Oktober 2014 beim 13:0-Erfolg im Freundschaftsspiel gegen Schottland ihr Debüt im Nationaltrikot, wobei ihr mit dem Treffer zum zwischenzeitlichen 3:0 sogleich das erste Tor gelang. Nachdem sie im September 2015 für die U16-Nationalmannschaft debütiert hatte, belegte sie im Sommer 2016 mit dieser Auswahlmannschaft Rang zwei beim Nordic Cup. Ende September 2016 bestritt sie im Rahmen eines Vier-Nationen-Turniers gegen die rumänische Auswahl ihre erste Partie für die U17-Nationalmannschaft.
Für eine Partie gegen England, die am 27. Oktober 2020 stattfinden sollte, wurde sie erstmals in den Kader der A-Nationalmannschaft berufen. Das Spiel wurde aber kurzfristig vom englischen Verband wegen eines positiven Corona-Tests bei einem Mitglied des Betreuerstabs abgesagt. Am 21. Februar 2021 wurde sie beim Spiel gegen Belgien in der 61. Minute für Klara Bühl zu ihrem ersten A-Länderspiel eingewechselt.
Für die EM 2022 in England hatte Bundestrainerin Martina Voss-Tecklenburg sie in den Kader berufen. Im dritten Gruppenspiel gegen Finnland wurde Anyomi eingewechselt und erzielte in der 63. Minute ihr erstes Länderspieltor. Das deutsche Team erreichte das Finale, scheiterte aber an England und wurde Vizeeuropameister. Anyomi kam bei zwei Spielen zum Einsatz.
Für die WM 2023 wurde Anyomi erneut in den Kader berufen und kam in allen drei Spielen zum Einsatz, wobei sie jeweils in der zweiten Halbzeit eingewechselt wurde, schied mit Deutschland jedoch noch in der Vorrunde aus.

## Sonstiges
Anyomis Vater stammt aus Togo, ihre Mutter aus Ghana. Sie hat zwei Brüder. 2020 machte sie ihr Abitur. Neben ihrer Fußballkarriere absolviert sie ein Fernstudium an der IU Internationale Hochschule im Bachelorstudiengang Modemanagement.

## Erfolge
- Finalist Europameisterschaft 2022
- Olympische Bronzemedaille 2024

## Auszeichnungen
- Silbernes Lorbeerblatt: 2024[12]